# Vegafobia
Vegafobia es la aversión hacia personas vegetarianas y veganas. No fue hasta el siglo XXI en que los términos "vegafobia" y "vegefobia" aparecieron para definir el fenómeno dentro del campo de la sociología. En 2007, una encuesta celebrada en el Reino Unido bajo el título de "Vegafobia: discurso desproporcionado sobre el veganismo en los diarios británicos de tirada nacional" examinó 397 artículos que incluían las palabras "vegano", "veganos" y "veganismo". Los investigadores concluyeron que un 74,3 % de los artículos se clasificaban como "negativos", un 20,2% "neutrales" y solo un 5,5% "positivos". Por orden de mayor a menor frecuencia, los artículos negativos reunían las siguientes características: ridiculización del veganismo, caracterización del veganismo como ascetismo, afirmación de que mantener el veganismo es difícil o imposible, descripción del veganismo como una moda, calificación de sentimentales a los veganos y definición de los veganos como hostiles.
Laura Wright sostiene que tanto los medios de comunicación como el discurso prevalente frecuentemente describen la dieta vegana de forma errónea y destaca situaciones en las que redacciones de distintos medios señalan "una dieta vegana" como causa de la muerte en niños, en lugar de referirse a la desatención como la causa real. Christophe Traïni sostiene, sin embargo, que ciertos activistas veganos se presentan "como miembros de una minoría oprimida que se rebela contra la vegafobia".
Tanto la aplicación del término "vegafobia" como el grado en que puede compararse con otras formas de discriminación continúan generando controversia. Sophie Wilkinson declaró a la revista Grazia que "la discriminación se define por ser tratado de forma distinta por lo que se es, no por lo que se elige ser" y también objetó que, a diferencia del sexismo, el racismo y la homofobia, entre otras, la discriminación contra veganos no suele sobrepasar el nivel de microagresión.
Durante la conferencia International Animal Rights Conference de 2013, la actriz y productora Jola Cora trató el tema en la presentación titulada "Vegafobia, ¿qué es?".
Una encuesta llevada a cabo entre veganos británicos y estadounidenses en 2018 por parte de la aplicación de pérdida de peso Lifesum reveló que ocho de cada diez encuestados habían experimentado algún tipo de prejuicio antivegano.En 2024 se publicó un preprint como resultado de investigación de un Seminario Internacional sobre discurso de odio analizando 1.173 noticias sobre veganismo en medios digitales de España publicadas en 2023, concluyendo que se daba vegafobia en un 22,76% de las noticias analizadas.